# Midland Park
Midland Park is een plaats (borough) in de Amerikaanse staat New Jersey, en valt bestuurlijk gezien onder Bergen County.

## Demografie
Bij de volkstelling in 2000 werd het aantal inwoners vastgesteld op 6947.
In 2006 is het aantal inwoners door het United States Census Bureau geschat op 6906, een daling van 41 (-0,6%).

## Geografie
Volgens het United States Census Bureau beslaat de plaats een oppervlakte van
4,1 km², geheel bestaande uit land.

## Plaatsen in de nabije omgeving
De onderstaande figuur toont nabijgelegen plaatsen in een straal van 4 km rond Midland Park.